# Jen Richards
Jen Richards (née le 30 janvier 1976 à Natchez) est une écrivaine, actrice, productrice et activiste américaine.

## Biographie
Richards est née le 30 janvier 1976 à Natchez dans le Mississippi et réside en Caroline du Nord. Elle est diplômée de Shimer College avec une licence en philosophie, et a étudié à l'université d'Oxford.
En 2015, elle apparaît dans l'émission de téléréalité de Caitlyn Jenner I Am Cait. En 2016, elle joue, co-dirige, co-écrit et coproduit la série Web Her Story, qui a été nommée pour un Emmy Award,. Elle a également co-produit la série More than T et a écrit la série Trans 102.
Jen Richards rejoint la série télévisée Nashville en 2017. Elle devient la première personne ouvertement transgenre à apparaître dans un programme de la Country Music Television, en jouant le premier personnage trans sur cette chaîne. Richards apparait également dans le film Easy Living (2017) .
En juin 2017, elle rédige une lettre ouverte présentée par ScreenCrush (en) et GLAAD dans laquelle elle apparaît, ainsi que d'autres acteurs trans pour demander une meilleure représentation  des personnes trans dans les films et à la télévision,.
En août 2018, HBO annonce Mrs. Fletcher : une comédie sur la sexualité au format d'une mini-série d'une demi-heure et adaptée du roman du même nom de Tom Perrotta paru en 2017. Jen Richards y joue de façon récurrente le rôle de Margo Fairchild, une professeure trans d'écriture dans une université communautaire.

## Vie privée
Jen Richards est transgenre et bisexuelle. En août 2020, elle annonce être en couple avec Rebekah Cheyne, professeure à l'université d'État de l'Arizona.

## Filmographie

### Télévision
| Année     | Titre             | Rôle             | Notes |
| --------- | ----------------- | ---------------- | --- |
| 2015      | I Am Cait         | Elle-même        | 7 épisodes |
| 2016      | Her Story         | Violet           | Rôle principal, autrice et productrice. Nommée aux Emmy Awards pour une Outstanding Short Form Comedy or Drama Series (« époustouflante mini-comédie ou mini-série dramatique ») |
| 2016–2017 | Nashville         | Allyson Del Lago | 3 épisodes |
| 2017      | Doubt             | McKayla          | épisode Clean Burn |
| 2017–2020 | Better Things     | Jaia             | 4 épisodes |
| 2018      | Take My Wife      | Naomi            | Episode 2.1 |
| 2018–2020 | Blindspot         | Sabrina Larren   | 3 épisodes |
| 2019      | Tales of the City | Anna Madrigal    | 2 épisodes |
| 2019      | Mrs. Fletcher     | Margo Fairchild  | 7 épisodes |
| 2021      | Clarice           | Julia Lawson     | 3 épisodes |

| Année | Titre                              | Rôle      | Notes        |
| ----- | ---------------------------------- | --------- | ------------ |
| 2017  | Easy Living                        | Danny     |              |
| 2020  | Divulgation: Trans Lives on Screen | Elle-même | Documentaire |
| 2020  | Gossamer Folds                     | Diana     |              |